# Arouna Sangante
Arouna Sangante (* 12. April 2002 in Mbao) ist ein senegalesisch-Guinea-Bissauischer Fußballspieler, der bei Le Havre AC spielt.

## Karriere
Sangante begann seine fußballerische Ausbildung 2012 bei Cosmos Saint-Denis in Paris. Nach drei Jahren wechselte er in einen anderen Stadtteil, zu Red Star Paris. Im Sommer 2017 ging er in die Jugendakademie des Le Havre AC. Dort spielte er 2018/19 bereits 16 Mal für die zweite Mannschaft in der National 2. In der Spielzeit 2019/20 kam er dort zu acht Einsätzen und die Saison darauf spielte er viermal. Zudem gab er am letzten Spieltag der Saison 2020/21 sein Profidebüt, als er bei einem 3:2-Sieg über den ES Troyes AC in der Startelf stand. Er wurde in der Spielzeit bereits einige Male zuvor schon in den Kader berufen. Am 19. April 2021 (34. Spieltag) traf er gegen den SC Amiens bei einem 2:0-Sieg auch das erste Mal in der Ligue 1. In der Saison 2021/22 wurde er bei Le Havre zum Stammspieler und kam in 32 Ligapartien zum Einsatz, wobei er dieses eine Male traf. Ende Dezember 2021 unterschrieb Sangante seinen ersten Profivertrag bei Le Havre bis Juni 2025. Auch 2022/23 war er Stammspieler und führte seine Mannschaft in 35 Ligaspielen mit drei Toren und zwei Vorlagen zum Aufstieg als Zweitligameister. Zudem war Sangante im Team der Saison der UNFP. Kurz darauf verlängerte er seinen Vertrag mit dem Erstligisten. Zur Saison 2023/24 wurde er zum Mannschaftskapitän und debütierte direkt am ersten Spieltag gegen den HSC Montpellier in der höchsten französischen Spielklasse.

## Erfolge
Le Havre AC
- Meister der Ligue 2 und Aufstieg in die Ligue 1: 2023

Individuell
- Team der Saison: Ligue 2 2022/23